# ميغان فوكس
ميغان دنيز فوكس (بالإنجليزية: Megan Denise Fox)‏ (ولدت في 16 مايو 1986) وهي ممثلة وعارضة أمريكية.بدأت مهنتها في التمثيل في 2001 في عدة شخصيات ثانوية في البرامج التلفزيونية والأفلام. ولعبت دوراً متكرر في هوب & فيث. في 2004 بدأت التمثيل في الأفلام في دور في فيلم «اعترافات مراهقة ملكة الدراما (Confessions of a Teenage Drama Queen)». في 2007 لعبت دور ميكايلا بانيس، عشيقة لشخصية شيا لابوف في فيلم المتحولون وهي شخصية ساهمت بشكل كبير في تطويرها وجعلتها تترشح بجائزة «اختيار المراهقين (Teen Choice Awards)».ميغان واصلت الشخصية في الجزء سنة 2009 من الفيلم «المتحولون : انتقام المهزومين (Transformers : Revenge of the Fallen)». في وقت لاحق في 2009، بدأت بتأدية الشخصية الرئيسية في فيلم «جسم جينيفر (Jennifer's Body)».

## الألقاب التي حصلت عليها
- الرتبة #68 في تصنيف مجلة اف اتش ام (FHM magazine's) في أكثر 100 مرأة جاذبة في العالم لعام 2006.
- صنفت #18 في تصنيف مجلة ماكسيم (Maxim magazine) في أكثر 100 جاذبية لقائمة عام 2007.
- صنفت الأولى في تصويت قراء مجلة اف اتش ام (FHM magazine's) على أجمل وأكثر امرأة جاذبية لعام 2008.
- صنفت الأولى في تصنيف مجلة اف اتش ام (FHM magazine's) في أكثر 100 مرأة جاذبة في العالم لعام 2009.

## الأوشام

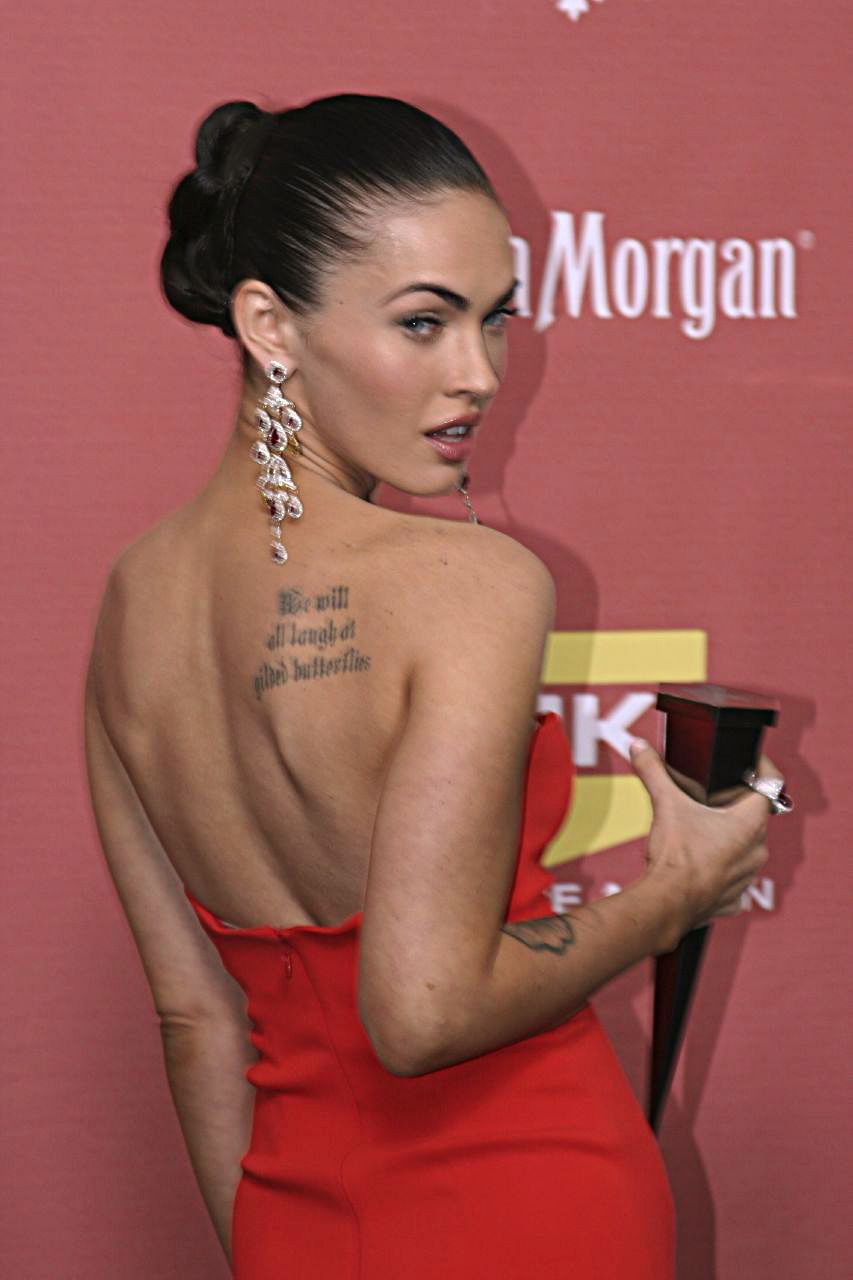
ميغان في أكتوبر 2007، واثنين من أوشامها ظاهرين.

ميغان لديها ثمانية أوشام معروفة،  ومنها اسم زوجها «بريان» على وركها وصورة وجه مارلين مونرو على ساعدها الأيمن. ميغان لديها أيضاً وشم آخر على كتفها الأيمن كتب فيه «نحن كلنا نضحك على الفراشات المذهبة (We will all laugh at gilded butterflies)» وهي عبارة من مسرحية لويليام شكسبير الملك لير، ووشم يين ويانغ في معصمها الداخلي، وقصيدة على الجانب الأيسر من قفصها الصدري كتب فيها «ذات مرة كان هناك فتاة صغيرة لم تعرف الحب حتى فطر قلبها صبي (there once was a little girl who never knew love until a boy broke her HEART)»، وكلمة صينية تعني «القوة» على رقبتها.ولديها أيضاً هلال يتداخل مع نجمة بخمسة أطراف على الجانب الداخلي من ساقها فوق كاحلها الأيمن،  هذا الوشم هو الوشم الملون الوحيد لدى ميغان. الوشم الأخير لديها وهو على الجانب الأيمن من القفصها الصدري، وهو اقتباس من فريدريك نيتشه كتب فيه «وهؤلاء الذين شوهدوا يرقصون يعتقد أنهم مجانين من هؤلاء الذين لا يستطيعون سماع الموسيقى (And those who were seen dancing were thought to be insane by those who could not hear the music)».

## حياتها الشخصية
ولدت ميجان دينيس فوكس عام 1986 في ولاية تينيسي الأمريكية، وكانت الابنة الثانية لأسرة ذات أصول فرنسية وإيرلندية وشيروكية مختلطة.
ولفتت ميجان نظر أسرتها إلى موهبتها في سن مبكرة، ففي سن الخامسة تم إلحاقها بتدريبات لصقل موهبتها في التمثيل والرقص على حد سواء.
وفي سن الـ10 انتقلت ميجان إلى ولاية فلوريدا مع أسرتها، وأكملت تدريباتها حتى نهاية دراستها بالمدرسة الثانوية.
وخطت ميجان أولى خطواتها نحو الشهرة وهي في الـ13 من عمرها، حين بدأت العمل كعارضة للأزياء وهو المجال الذي فتح لها الباب لعالم التمثيل فيما بعد.

## الأعمال

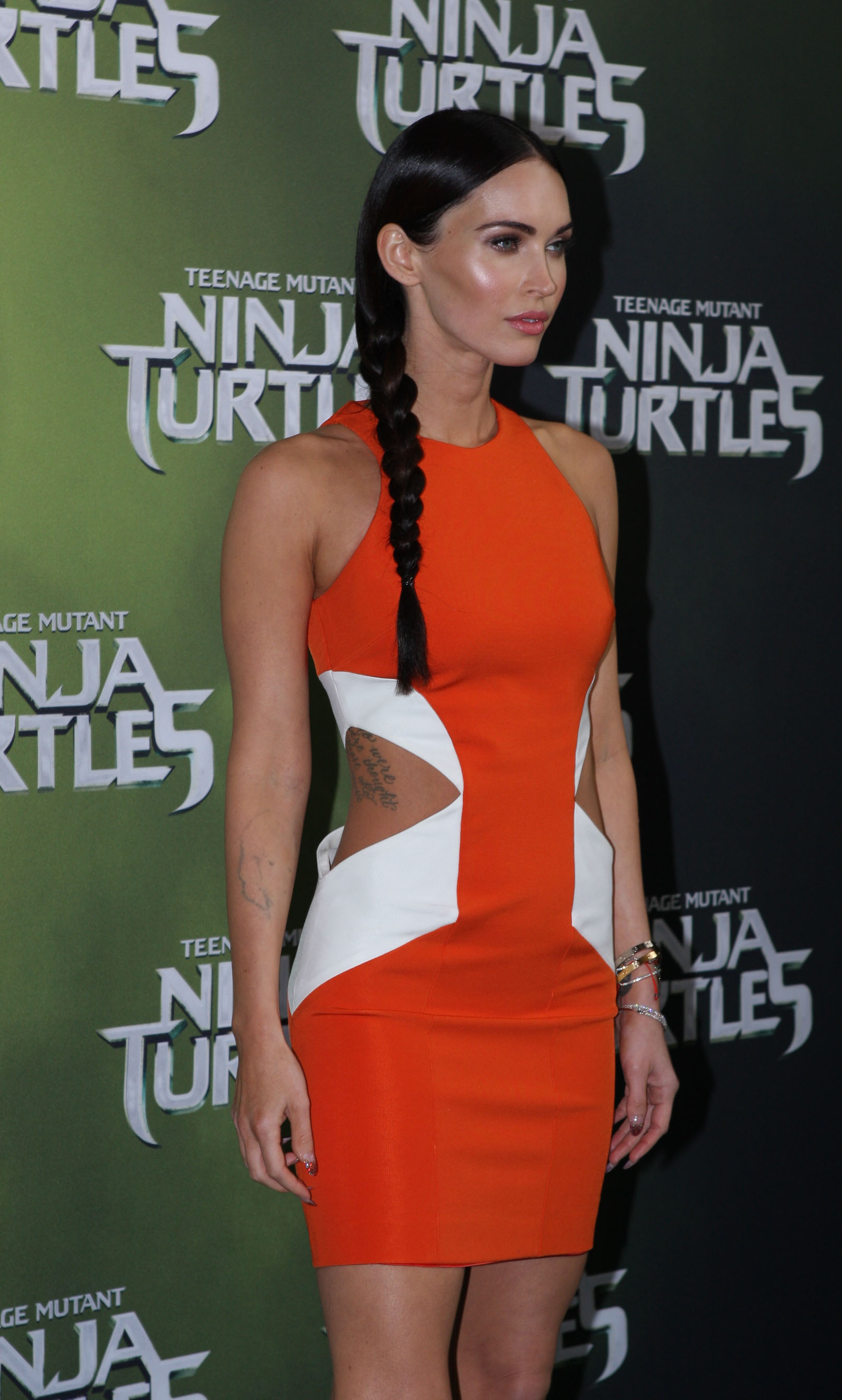
ميغان فوكس أثناء الترويج لفيلمها سلاحف النينجا

### أفلام
| السنة | الفيلم                                | الدور               |
| ----- | ------------------------------------- | ------------------- |
| 2001  | عطلة في الشمس                         | بريانا والاس        |
| 2003  | فتيان أشقياء 2                        | راقصة               |
| 2004  | اعترافات ملكة الدراما المراهقة        | كارلا سانتيني       |
| 2007  | المتحولون                             | ميكايلا بانيس       |
| 2008  | How to Lose Friends & Alienate People | صوفي مايس           |
| 2008  | Whore                                 | لوست                |
| 2009  | المتحولون: ثأر الهاوي                 | ميكايلا بانيس       |
| 2009  | جسم جينيفر                            | جينيفر تشيك         |
| 2010  | جونا هيكس                             | تالولا بلاك / ليلاه |
| 2010  | لعبة شغف                              | ليلي لوستر          |
| 2011  | أصدقاء مع الأطفال                     | ماري جين            |
| 2012  | الديكتاتور                            | نفسها               |
| 2012  | هذا هو سن الأربعين                    | ديسي                |
| 2014  | سلاحف النينجا                         | ايبريل آونيل        |
| 2016  | سلاحف النينجا: الخروج من الظلال       | ايبريل آونيل        |
| 2019  | فوق الظلال                            | جوليانا             |
| 2019  | Zeroville                             | سوليداد بالادين     |
| 2019  | The Battle of Jangsari                | ماغي                |
| 2020  | Think Like a Dog                      | إلين ريد            |
| 2020  | Rogue                                 | سامانثا أوهارا      |
| 2021  | حتى الممات                            | إيما                |
| 2021  | منتصف الليل في النجيل                 | ريبيكا لومباردي     |
| 2021  | أسنان الليل                           | غريس                |
| 2022  | Big Gold Brick                        | جاكلين              |
| 2022  | Taurus                                | ماي                 |
| 2022  | وقت جيد للحداد                        | كينيدي              |
| 2023  | Johnny & Clyde                        | آلانا هارت          |
| 2023  | المرتزقة 4                            | جينا                |
| 2024  | Subservience                          | أليس                |

## الجوائز
| الجوائز | الجوائز                                           | الجوائز                      | الجوائز                                                                      | الجوائز |
| السنة   | العمل المرشح                                      | الجائزة                      | الفئة                                                                        | النتيجة |
| ------- | ------------------------------------------------- | ---------------------------- | ---------------------------------------------------------------------------- | ------- |
| 2005    | هوب وفيث                                          | جائزة الفنان الصغير          | Best Performance in a TV Series (Comedy or Drama) – Supporting Young Actress | رُشِّحت    |
| 2007    | المتحولون                                         | جائزة اختيار المراهقين       | Choice Movie Actress: Action Adventure                                       | رُشِّحت    |
| 2007    | المتحولون                                         | جائزة اختيار المراهقين       | Choice Movie: Breakout Female                                                | رُشِّحت    |
| 2007    | المتحولون                                         | جائزة اختيار المراهقين       | Choice Movie: Liplock                                                        | رُشِّحت    |
| 2007    | المتحولون                                         | National Movie Award         | Best Performance by a Female                                                 | رُشِّحت    |
| 2008    | المتحولون                                         | جوائز إم تي في للأفلام       | Breakthrough Performance                                                     | رُشِّحت    |
| 2009    | None                                              | جائزة اختيار المراهقين       | Choice Female Hottie                                                         | فوزت    |
| 2009    | المتحولون: ثأر الهاوي                             | جائزة اختيار المراهقين       | Choice Summer Movie Star Female                                              | فوزت    |
| 2009    | المتحولون: ثأر الهاوي                             | جوائز سكريم                  | Best Sci-Fi Actress                                                          | فوزت    |
| 2009    | Transformers: Revenge of the Fallen (video game) ‏ | جوائز سبايك لألعاب الفيديو   | Best Performance by a Human Female                                           | فوزت    |
| 2010    | جسم جينيفر and المتحولون: ثأر الهاوي              | 30th Golden Raspberry Awards | Worst Actress Of 2009                                                        | رُشِّحت    |
| 2010    | المتحولون: ثأر الهاوي                             | 30th Golden Raspberry Awards | Worst Screen Couple of 2009                                                  | رُشِّحت    |
| 2010    | Transformers: Revenge of the Fallen               | جائزة اختيار أطفال نكلوديون  | Favorite Movie Actress                                                       | رُشِّحت    |
| 2010    | جسم جينيفر                                        | جوائز إم تي في للأفلام       | Best WTF Moment                                                              | رُشِّحت    |
| 2010    |                                                   | جائزة اختيار المراهقين       | Choice Female Hottie                                                         | فوزت    |
| 2010    | Jennifer's Body                                   | جائزة اختيار المراهقين       | Choice Movie Actress: Horror/Thriller                                        | فوزت    |

## روابط أضافية
- ميغان فوكس على موقع تي في.كوم
- ميغان فوكس على موقع IMDb (الإنجليزية)
- ميغان فوكس على موقع ميتاكريتيك (الإنجليزية)
- ميغان فوكس على موقع الموسوعة البريطانية (الإنجليزية)
- ميغان فوكس على موقع روتن توميتوز (الإنجليزية)
- ميغان فوكس على موقع مونزينجر (الألمانية)
- ميغان فوكس على موقع قاعدة بيانات الأفلام العربية
- ميغان فوكس على موقع ألو سيني (الفرنسية)
- ميغان فوكس على موقع ميوزك برينز (الإنجليزية)
- ميغان فوكس على موقع تيرنر كلاسيك موفيز (الإنجليزية)
- ميغان فوكس على موقع أول موفي (الإنجليزية)
- Megan Fox at Her Sexiest – slideshow by Life magazine